# Beatriz Briones
Beatriz Briones (10 de febrero de 1999) es una deportista mexicana que compite en piragüismo en la modalidad de aguas tranquilas. Integra la delegación mexicana en los Juegos Olímpicos de París 2024.
Ganó una medalla en el Campeonato Mundial de Piragüismo de 2022 y siete medallas en los Juegos Panamericanos, en los años 2019 y 2023.

## Palmarés internacional
| Campeonato Mundial   | Campeonato Mundial | Campeonato Mundial | Campeonato Mundial |
| Año                  | Lugar              | Medalla            | Competición        |
| -------------------- | ------------------ | ------------------ | ------------------ |
| 2022                 | Halifax (Canadá)   | Medalla de bronce  | K4 500 m           |
| Juegos Panamericanos |                    |                    |                    |
| Año                  | Lugar              | Medalla            | Competición        |
| 2019                 | Lima (Perú)        | Medalla de oro     | K1 500 m           |
| 2019                 | Lima (Perú)        | Medalla de plata   | K4 500 m           |
| 2019                 | Lima (Perú)        | Medalla de bronce  | K1 200 m           |
| 2019                 | Lima (Perú)        | Medalla de bronce  | K2 500 m           |
| 2023                 | Santiago (Chile)   | Medalla de oro     | K2 500 m           |
| 2023                 | Santiago (Chile)   | Medalla de oro     | K4 500 m           |
| 2023                 | Santiago (Chile)   | Medalla de bronce  | K1 500 m           |